# Smart Messaging
Smart Messaging — услуга компании Nokia для отправления и приема различных медиафайлов через SMS. Smart Messaging поддерживает проприетарный стандарт (не поддерживаемый другими производителями).

## Архитектура
Smart messaging был впервые разработан для протокола узкополосных разъёмов. Для данной услуги используется протокол WDP. Также сообщения могут быть доставлены с помощью специальных номеров порта в заголовке смарт-сообщения (то есть сообщения, отправленного по Smart Messaging). Кроме коротких сообщений по GSM, WDP возможно адаптировать для работы над, например, USSD. Также использовался UDP при вызове данных с коммутацией каналов или же GPRS. Smart messaging шире, чем GSM.
Пространство портов NBS контролирует компания Nokia, а протокол TCP/UDP-порта входит в сферу IANA.

## Форматы
Базовый набор форматов доступен многим приложениям в среде OTA. В него входят такие функции как:
- Отправка или получение визитных карточек.
- Отправка или получение информации, связанной с конфигурацией доступа в интернет.
- Отправка или получение элементов календаря.
- Отправка и прием звуковых сигналов и графической информации.
- Отправка и получение составных сообщений.

## Графика

### Сообщения с изображениями
Одноцветное изображение может быть отправлено как серия SMS-сообщений. Обычный размер определяется в рамках 72x28 пикселей. Большая часть монохромных устройств Nokia позволяют установить это изображение как заставку. Что касается цветных, то не все модели позволяют сделать то же самое. Сообщение с изображением использует реализацию ОТА растрового изображения.

### Логотип оператора
Монохромное изображение, которое может быть отправлено на телефон через SMS-шлюз в виде одного или нескольких SMS-сообщений. Типичный размер логотипа оператора − 72х14 пикселей. Он отправляется в виде двух отдельных SMS-сообщений. Логотипы операторов находятся в середине экрана и исчезают, когда связь теряется. Цель логотипов изначальна была в том, чтобы позволить сетевому оператору или MVNO заменить название своей сети (хранящееся на SIM-карте) своим графическим логотипом. Есть и другой способ отправить логотип оператора стандартного размера одним сообщением, однако совместимость с новыми или другими телефонами Nokia остается неопределенной. Лучшим же способом снижения стоимости отправки логотипов операторов является уменьшение их размера до 72х13 пикселей. Этот размер будет отправлен в виде одного сообщения. Логотип оператора использует реализацию растрового изображения OTA.

### Символ командной строки
Это монохромное изображение, которое может быть отправлено на телефон через SMS-шлюз в виде одного или нескольких объединённых SMS-сообщений. Типовой размер графического сообщения — 72x14 пикселей, которое отправляется в виде отдельного SMS-сообщения. Значок CLI — это изображение, которое будет отображаться на телефонной трубке при вызове от контакта, помещённого в определённую группу (коллеги, друзья и прочее). Символ CLI использует реализацию растрового изображения OTA.

## Внутренняя структура
Содержание каждого отправленного сообщения делится на две части. Заголовок данных и их содержимое.

### Заголовок данных
Заголовок данных делится на две части, первая часть занимает один байт в длину, и определяет общую длину заголовка. Дальше идут «информационных элементов», которые указывают телефону, что делать с информацией, когда он её получает. Двумя наиболее распространенными информационными элементами являются адресация номера порта (код 05) и конкатенация (код 00). Они помогают устройству понять, как именно нужно соединить два или более SMS-сообщений, чтобы собрать их в одно. Первый байт информационного элемента определяет, за какой информацией нужно следовать. Второй байт информационного элемента — это «длина данных информационного элемента» или IEDL. Он сообщает телефону, как много из поступающих байтов определяются как частьинформационного идентификатора. Третий и следующие байты информационного элемента — это сама передаваемая информация. Она называется IED (данные информационного элемента).

### Содержание данных
Содержание данных варьируется в зависимости от типа сообщения в Smart messaging. Кроме графических элементов, содержится ещё и мобильный код страны и код мобильной сети. Для рингтонов он содержит музыку и прочее.